# ماریا پریتز
ماریا پریتز (انگلیسی: Maria Prytz؛ زادهٔ ۱۸ اکتبر ۱۹۷۶) ورزشکار کرلینگ اهل سوئد است.